# VIA 자동차
VIA 자동차(영어: VIA Motors)는 미국의 전기자동차 제조업체이다.

## 같이 보기
- 로버트 앤서니 루츠